# Zombies unter Kannibalen
Zombies unter Kannibalen (Originaltitel: Zombi Holocaust, bzw. La Regina dei Cannibali) ist ein italienischer Low-Budget-Horrorfilm aus dem Jahr 1980, den Regisseur Marino Girolami unter dem Pseudonym Frank Martin inszenierte. Der Exploitationfilm basiert auf einer Geschichte von Fabrizio De Angelis.
In den deutschsprachigen Ländern kam der Zombiefilm im April des Jahres 1980 in die Kinos.

## Handlung
In einem New Yorker Krankenhaus häufen sich Vorfälle, bei denen unter mysteriösen Umständen Leichenteile und ganze Organe geraubt werden. Als eines Tages einem gerade verstorbenen Patienten das Herz auf bestialische Weise entnommen wird, entschließt sich die fassungslose Klinikleitung um Professor Drydock der Sache nachzugehen. In Abstimmung mit seiner Assistentin Lori, einer promovierten Medizinerin und Anthropologin, vertuscht der Professor die unangenehmen Ereignisse, um den guten Ruf der Klinik nicht zu gefährden, plant jedoch den Übeltäter zu stellen. Wenig später ertappen sie den aus den Molukken stammenden Krankenpfleger Turan, der gerade ein frisch entnommenes Herz verspeisen will, jedoch aus Angst vor der Polizei lieber selbstmörderisch aus dem Fenster springt und wenig später verstirbt. Als man den im Sterben liegenden Mann nach seinen Beweggründen befragt, antwortet er lediglich: „Kito. Kito hat es befohlen!“.
Nach diesem Vorfall wird der Professor gemeinsam mit Lori von dem FBI-Agenten der Gesundheitsbehörde, Dr. Peter Chandler, vernommen, der an einen Zusammenhang mit ähnlich motivierten Kannibalismusfällen in anderen US-amerikanischen Städten glaubt. Lori verbindet mit den Tätern bald ein Volk südostasiatischer Herkunft, das auf der „Göttlichen Molukkeninsel“ Kito beheimatet, einen Opferkult betreibt und vermutlich so einer Gottheit mit Blutopfern huldigt.
FBI-Agent Peter Chandler beschließt daraufhin mit seinem Kollegen George und dessen Freundin, der Reporterin Susan Kelly, die Insel im Südpazifik zu besuchen. Sie wollen gemeinsam mit Lori als wissenschaftliche Beraterin, den dort lebenden amerikanischen Chirurg Dr. O’Brian aufsuchen. Der Wissenschaftler unterstützt sie bei ihrer Expedition zu den „unzivilisierten Wilden“ mit einem einheimischen Führer, Molotto, und vier Trägern. Ihre Reise soll sie mit dem Boot zur Insel Kito führen, doch durch einen Motorschaden landen sie unplanmäßig auf einer benachbarten Insel. An einer Weiterfahrt gehindert, übernachten sie in einem Zeltlager, finden aber zu ihrem Entsetzen am nächsten Morgen die grausam zugerichtete Überreste eines Trägers nebst einem Kito-Symbol. Chandler folgert daraus, das man sich bereits auf der gewünschten Insel befindet und man absichtlich auf eine andere Insel geführt werden sollte. Molotto schweigt.
Die amerikanische Expedition untersucht daraufhin das Eiland, stößt dabei im Dschungel auf bewaffnete kannibalische Ureinwohner, die einen zuvor in die Falle gegangenen Träger hastig verspeisen. Man bricht eine weitere Erkundung der Insel ab und kehrt zum Camp zurück, wo sie Dr. O’Brian um Hilfe ersuchen. Dieser verspricht sie am nächsten Tag an einer drei Meilen entfernten verlassenen Missionsstation abzuholen. In der Nacht werden die Expeditionsteilnehmer jedoch angegriffen und die übrigen Träger liquidiert, so dass neben Molotto nur noch die vier Amerikaner den Marsch zur Mission antreten. Unterwegs werden sie abermals vom Urvolk angegriffen, Susan in der Folge verschleppt und George sogar getötet und verspeist. Molotto, Peter und Lori werden hingegen von den Kannibalen überwältigt, als plötzliche eine Schar von lebenden Toten die Kannibalen mit ihrer Anwesenheit vertreibt.
Das Trio gelangt an die rettende Missionsstation, wo der wahnwitzige Wissenschaftler O’Brian die drei mit seinem Gefolge begrüßt. Er rät Peter und Lori die gefährliche Insel unmittelbar zu verlassen, doch Peter schlägt das Angebot aus und kehrt heimlich mit Lori zu O’Brian zurück. Dieser bereitet die gefangene Susan, die irgendwie in seine Obhut kam, für eine aufwendige Gehirntransplantation vor, wird jedoch vom FBI-Agenten in seiner Arbeit gestört. Der Arzt, der aus Leichenteilen künstliche Monster zusammenstellt und die Einheimischen für seine Zwecke missbraucht, entdeckt die beiden und nimmt, mit Hilfe seines Dieners Molotto, Peter gefangen. Lori gelingt derweil die Flucht in den Urwald, wo sie von Ureinwohnern überwältigt und in einem feierlichen Ritual geopfert werden soll. Während dieser Zeremonie neigt sich allerdings ein runder Opferstein, mit dem Lori gefesselt verbunden ist, in die Horizontale, und die Kannibalen sehen fortan von einem Ritualmord ab und verehren sie als neue Gottheit.
Als neue Göttin der Einheimischen kann sie Peter aus den Fängen des Wissenschaftlers befreien. Peter war es zuvor gelungen, Molotto in einem Zweikampf auszuschalten, bis er selber heftigst von Zombies attackiert wurde. Mit Hilfe von Loris Kannibalenfreunden, gelingt es ihnen sämtliche wandelnden Leichen unschädlich zu machen, sowie O’Brian zu stellen und zu töten. Am Ende des Films wird der ausgewanderte Arzt von den Kannibalen verzehrt, sein Anwesen verbrannt, während Lori und Peter ihren Rückzug und ihre Rettung von der Insel planen.

## Beschlagnahmung und Veröffentlichungen
Die Verbreitung der VHS-Version von Zombies unter Kannibalen des Vertreibers Eurovideo wurde 1986 durch einen Beschluss des AG Tiergarten aufgrund seines „gewaltverherrlichenden Charakters“ verboten und der Film beschlagnahmt. Daraufhin veröffentlichte die Videovertriebsgesellschaft GM-Film eine gekürzte VHS-Version, die trotz gekürzter Dialoge und Handlungsstränge sowie dem Entfernen aller Splatter-Szenen auch auf dem Index landete.
Eine weitere gekürzte Fassung auf DVD des Labels KSM-Krause und Schneider GbR, wurde am 12. Mai 2004 für die Altersstufe ab 16 Jahren freigegeben.
International wurden von dem Film verschiedene Fassungen angefertigt und vertrieben. Für die Vereinigten Staaten entstand eine Version mit Titel Doctor Butcher, M.D.
Am 14. Juli 2022 wurde die Beschlagnahmung aufgehoben und der Film muss noch von der FSK geprüft werden.

## Hörspielbearbeitung
Der Regisseur Jörg Buttgereit lehnte die Handlung seines 2005 für den WDR produzierten Hörspiels Video Nasty deutlich an Zombies unter Kannibalen an und verbeugte sich mit dieser Hommage vor der Videotheken- und Splatterfilmkultur der 80er Jahre.

## Kritiken
„Ekliger Schrottfilm aus der italienischen Billigproduktion, der die Zombie-Masche buchstäblich ausschlachtet.“